# Oudduitse herder
De Oudduitse herder is een langharige herder, afkomstig uit Duitsland.

## Uiterlijk

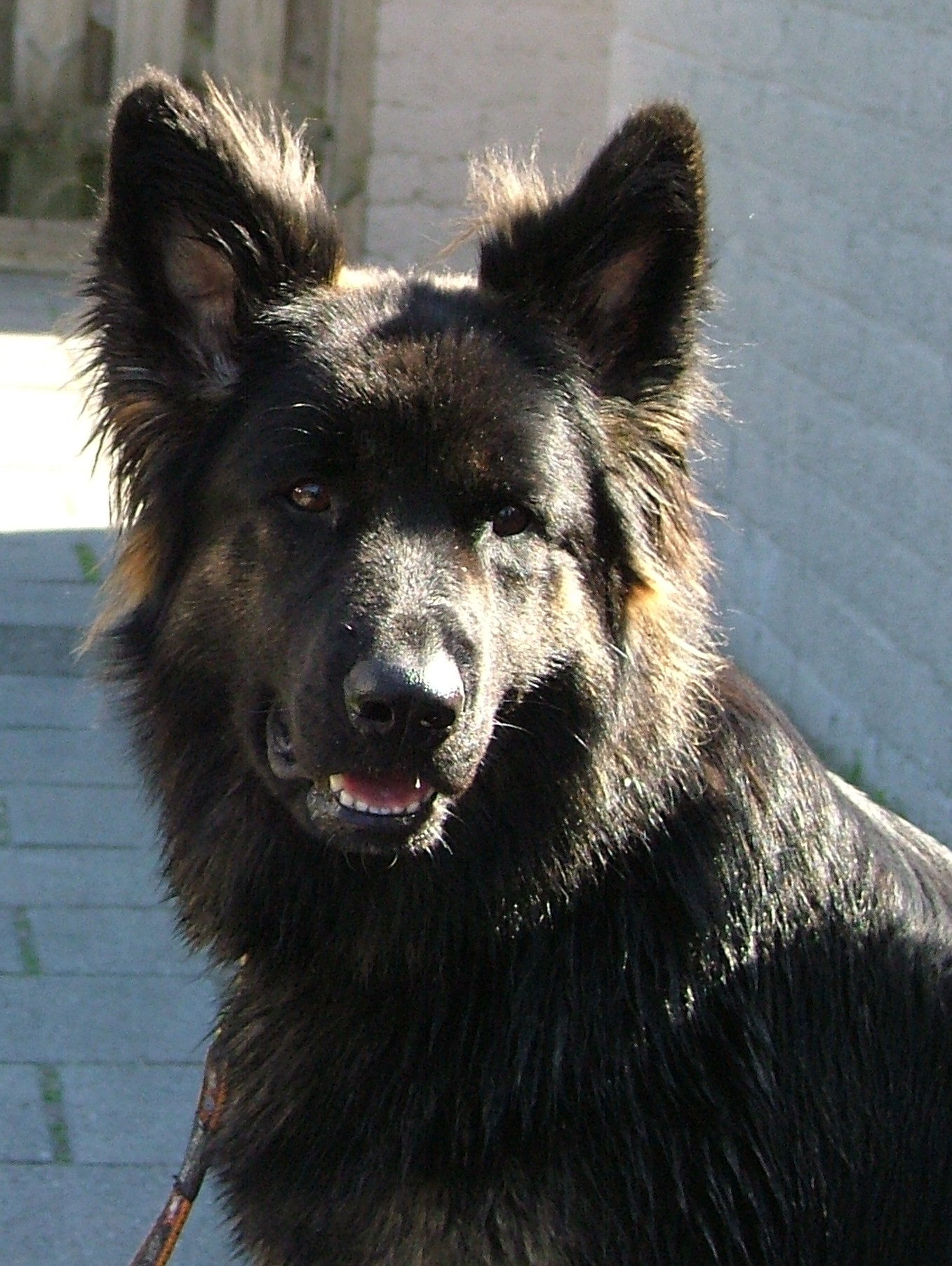
Oost-Duitse ODH, teef, 1 jaar

De Oudduitse herder is een middelgrote hond. De Oudduitse herder verschilt in uiterlijk van de Duitse Herdershond vooral in zijn rechte rug en lange vacht. Het dier is krachtig, goed gespierd en licht gestrekt. 
De schofthoogte voor de reu ligt tussen de 60 en 68 cm en die voor de teef tussen de 55 en 63 cm. Reuen wegen zo'n 30 tot 40 kg en teven zo'n 22 tot 32 kg.
De vachtkleur kan variëren tussen zwart, zwart-bruin, geel-bruin en (wolfs)grauw. Tevens zijn er Oudduitse herders die meer grijs in hun vacht hebben, deze worden vaak zilver genoemd. (Bijvoorbeeld zilvergrauw i.p.v. wolfsgrauw of zwart-zilver i.p.v. zwart-bruin.)
Qua uiterlijk is er ook nog een verschil tussen de Oost-Duitse lijn en de West-Duitse lijn.
Oudduitse herders uit de Oost-Duitse lijn komen vooral uit werklijnen en hebben vaak een donkerdere vacht. Daarnaast zijn ze geblokter van bouw.
Honden uit de West-Duitse lijn zijn vaak blonder van kleur en zijn minder geblokt gebouwd. Hierdoor lijken ze meer op de 'normale' Duitse Herdershond.
Harzer Fuchs
Er bestaat ook nog een speciale oranje-rode of crèmekleurige variant die de Harzer Fuchs wordt genoemd. Behalve dus de kleur is dit type gelijk aan de gewone Oudduitse herder.

## Aard en karakter
Oudduitse herders zijn van nature evenwichtig, stabiel, zelfverzekerd, absoluut spontaan en goedmoedig. Daarnaast zijn ze opmerkzaam en leidend. Ze beschikken ook over de nodige moed, vechtlust en doorzettingsvermogen, waardoor ze zeer geschikt zijn als waak-, geleide- en diensthond. Door hun rustige en evenwichtige karakter en omdat ze graag in een roedel leven, zijn Oudduitse herders ook zeer geschikt als gezinshond. 